# Péter Bíró
Péter Bíró (ur. 20 września 1985 w Debreczynie) – węgierski piłkarz, który grający na pozycji obrońcy.